# Jan Lohelius
Jan III. Lohelius OPraem. O.Cr. resp. Jan Lohel (1549, Třebeň – 2. listopadu 1622, Praha) byl římskokatolický duchovní, premonstrát, opat Strahovského kláštera (1582–1612), 12. arcibiskup pražský a 27. velmistr řádu křižovníků s červenou hvězdou (obojí 1612–1622).

## Život
Jan Lohel se narodil v západočeské vsi Třebeň synem čeledína. Ve třinácti letech nastoupil jako pacholek do služeb premonstrátského kláštera v Teplé a v roce 1573 vstoupil do tohoto řádu. Po studiích na univerzitě v Praze se vrátil do Teplé, kde se stal v roce kazatelem a subpriorem.
V roce 1578 odešel do Strahovského kláštera, kde se stal nejdříve převorem a posléze (1582) opatem. Jeho kariéra strmě stoupala, v roce 1587 se stal generálním vikářem premonstrátského řádu pro celou Svatou říši římskou a Polsko. V roce 1602 se stal pražským světícím biskupem. Vzhledem k nemoci pražského arcibiskupa Karla z Lamberka byl též faktickým správcem arcidiecéze a 14. května 1612 jej papež Pavel V. jmenoval arcibiskupem koadjutorem s právem nástupnictví. Po smrti svého předchůdce (18. září téhož roku) se tak skutečně stal 12. arcibiskupem pražským. Jeho nástupcem na postu opata Strahovského kláštera se stal Kašpar z Questenberka (1571 Kolín nad Rýnem – 28. června 1640 Praha).
Jako arcibiskup pracoval Jan Lohelius na postupném potlačování protestantismu a utrakvismu. V roce 1617 nechal zbořit kostel v Hrobě, který si protestanti postavili bez povolení na pozemku, který patřil cisterciáckému klášteru v Oseku. Po propuknutí Českého stavovského povstání byl vypovězen z Čech, do Prahy se vrátil až po bitvě na Bílé hoře. V roce 1622 zakázal na území Českomoravské provincie podávat přijímání podobojí.

### Závěr života
Arcibiskup Jan Lohelius zemřel 2. listopadu 1622 v Praze a byl pochován v klášterní bazilice Nanebevzetí Panny Marie na Strahově.